# Emilio Materassi

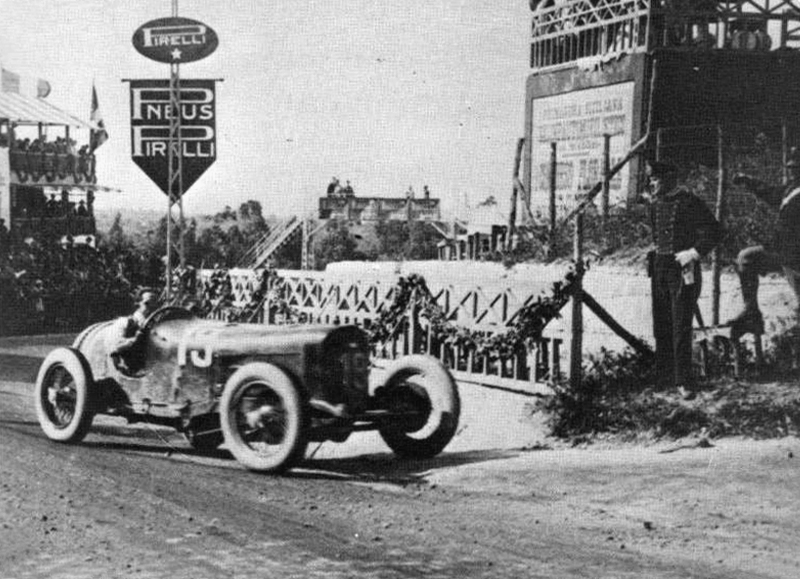
Emilio Materassi bei der Targa Florio 1926

Emilio Materassi (* 30. Oktober 1894 in Borgo San Lorenzo; † 9. September 1928 in Monza) war ein italienischer Automobilrennfahrer.

## Frühe Jahre
Emilio Materassi war gelernter Zweiradmechaniker und entdeckte später auch die Leidenschaft für Motoren und Automobile. Mit Anfang Zwanzig übernahm Materassi die Leitung des Familienbetriebs; eines Geschäfts für Wein und Seile. Doch das Geschäft scheiterte und Materassi verdiente sein Geld als Busfahrer.

## Rennsport

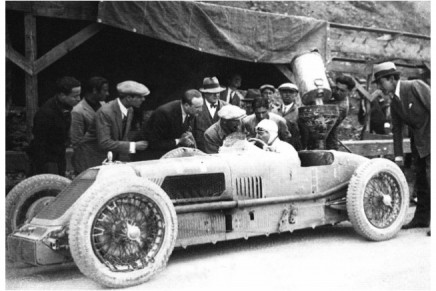
Materassi beim Großen Preis von Italien 1928 in einem Talbot-Darracq 700

Beim Gran Premio Gentlemen 1921 auf dem Circuito di Montichiari bei Brescia gab Materassi sein Renndebüt. Jedoch konnte er sein Rennen wegen eines Defektes nicht beenden. Bei seinem nächsten Rennen in Mugello wurde er Achter.
1923 eröffnete Materassi mit Hilfe von wohlhabenden Freunden seine eigene Werkstatt in Florenz; die „L’Autogarage Nazionale“. Dank eines Werksvertrags mit Hispano-Suiza konnte Materassi Flugzeugmotoren aus dem Ersten Weltkrieg erstehen und diese für Rennfahrzeuge modifizieren. Die Motoren verbaute er in italienische Wagen und nannte seine Konstruktion „Italona“. Trotz des hohen Eigengewichts von knapp zwei Tonnen waren die Rennwagen aufgrund der hohen Motorenleistung bei Bergrennen konkurrenzfähig.
Mit seinen Eigenkonstruktionen von Italona gewann Materassi einige lokale Rennen, darunter auch zweimal den Circuito del Mugello. 1926 wurde er Vierter bei der Targa Florio. 1925 und 1926 siegt er bei der Coppa Montenero, was ihm den Spitznamen „König von Montenero“ einbrachte.
1927 wurde Materassi Werksfahrer bei Bugatti und gewann den Gran Premio di Tripoli, die Targa Florio sowie ein drittes Mal in Folge die Coppa Montenero.
1928 gründete Materassi sein eigenes Rennteam – die Scuderia Materassi – in dem er Autos und Material aus der Konkursmasse des Talbot-Teams ankaufte. Dank eigener Überarbeitungen an den Fahrzeugen schaffte es Malterassi das Gewicht des Chassis um 30 kg zu reduzieren. Neben Materassi selbst starteten auch Luigi Arcangeli, Antonio Brivio, Gastone Brilli-Peri und Gianfranco Comotti für die Scuderia. In diesem Jahr gewann der neben Mugello auch zum vierten Mal in Folge die Coppa Montenero.

## Der tödliche Unfall

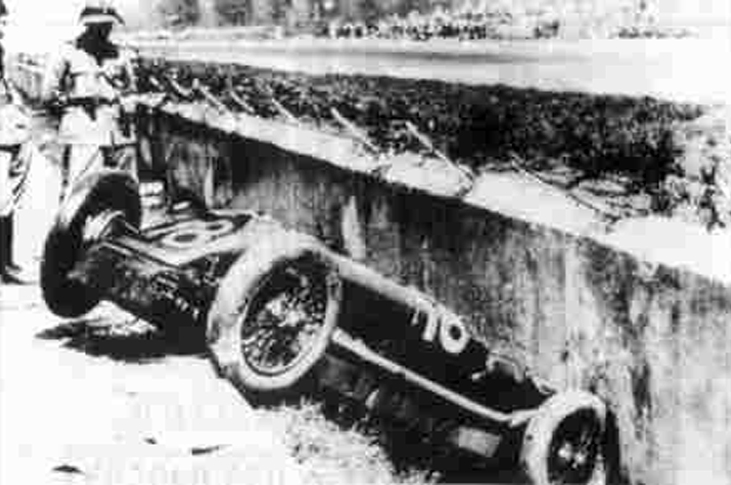
Das Wrack seines Talbot nach dem tödlichen Unfall

Beim Großen Preis von Italien in Monza löste ein Unfall Materassis den bis dahin größten Unfall der Rennsportgeschichte aus.
Bei einem Zweikampf mit dem Bugatti-Piloten Giulio Foresti auf der Start-Ziel-Geraden berührten sich die Wagen der beiden Konkurrenten und Materassis Talbot stieg auf, übersprang einen Schutzgraben und schlug durch einen Zaun in die Tribüne ein. Materassi und zwanzig Zuschauer waren sofort tot, dutzende Weitere wurden teils schwer verletzt. Ein weiterer Verletzter starb drei Tage später im Krankenhaus.
Mit 22 Toten bei einem Rennen war der Unfall bis zur Le-Mans-Katastrophe 1955 das größte Desaster der Rennsporthistorie. Als Konsequenz wurden in den beiden Folgejahren der Große Preis von Italien abgesagt, der Gran Premio di Monza an gleicher Stelle fand jedoch statt.